# 洛伊希滕贝格宫
洛伊希滕贝格宫（Palais Leuchtenberg），1853-1933年称为“卢特波德宫”（Luitpold Palais）或“卢特波德王子宫”（Prinz Luitpold Palais），由第一任洛伊希滕贝格公爵欧仁·德·博阿尔内建于19世纪初，是慕尼黑最大的宫殿。它位于音乐厅广场西侧，与音乐厅（Odeon）形成整体，目前巴伐利亚州财政部设于该建筑内。洛伊希滕贝格美术馆曾经设于二楼。

## 历史

### 克伦泽的宫殿

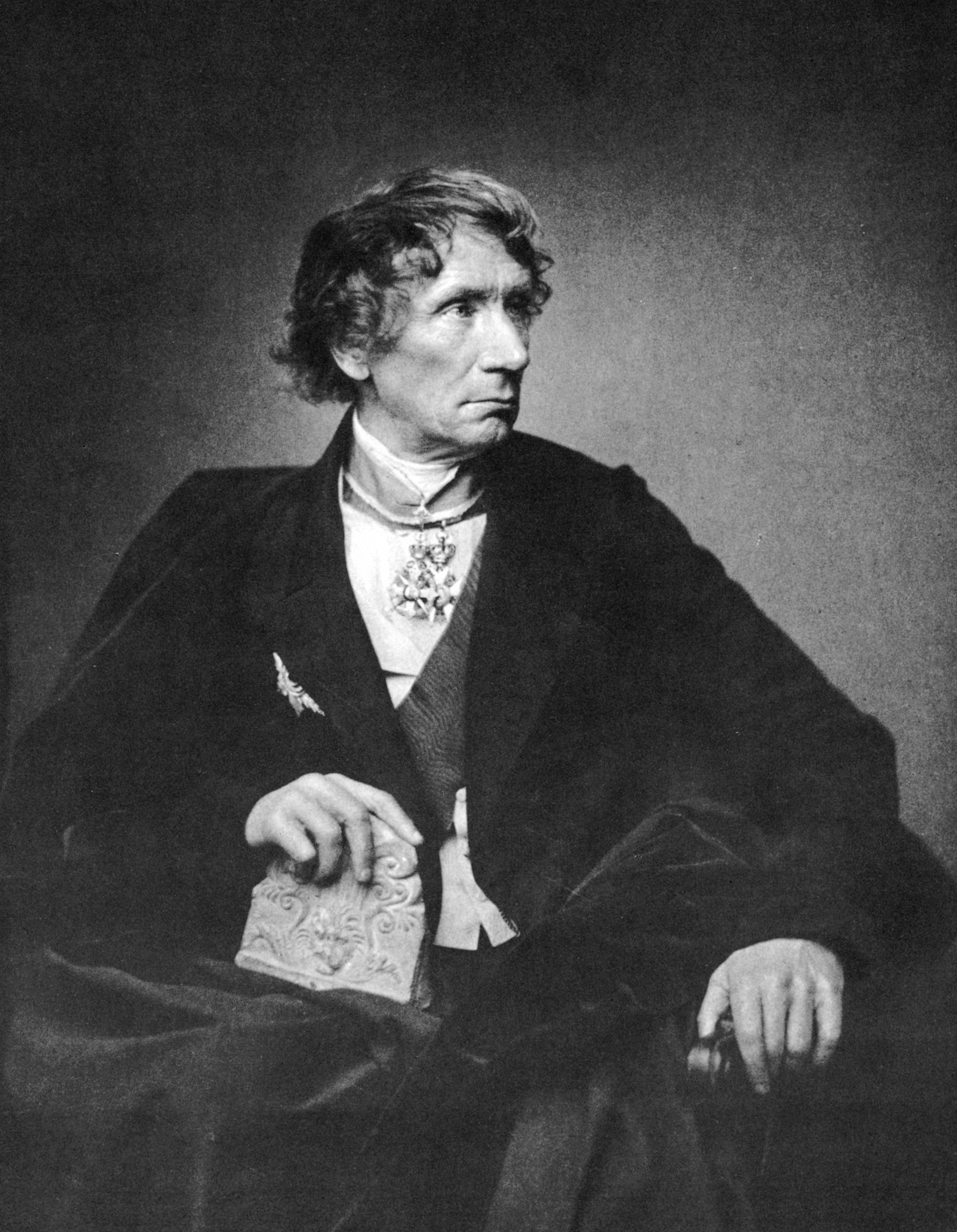
克伦泽

欧仁·德·博阿尔内是路德维希一世的妹夫、拿破仑的继子，委托利奥·冯·克伦泽建造“郊区城市宫殿”。宫殿建于1817-1821年之间，耗资77万南德意志盾（1819年巴伐利亚州全部建筑预算），是该时期最大的宫殿，拥有超过250个房间，包括舞厅、剧院、台球室、画廊和一个小教堂，还有延伸出去100米的房屋，即今天的多普夫讷枢机大街（Kardinal-Döpfner-Straße）。这是路德维希大街的第一座建筑。克伦泽打算将它作为新大道的基准。他选择了意大利新文艺复兴风格，模仿罗马的法尔内塞宫。他把老鹰放在二楼的窗户上, 就像在拿破仑的宫殿里一样。 他的宫殿拥有三个几乎同样的立面，内部布局可以充分地调整，如果发生路德维希一世强迫博阿尔内离开慕尼黑的情况。它在底楼以上还有两层，每层有11个窗户。另外值得注意的是有四根多立克柱子的小门廊。音乐厅或舞厅非常之大，长124英尺，宽71英尺，高50英尺。。

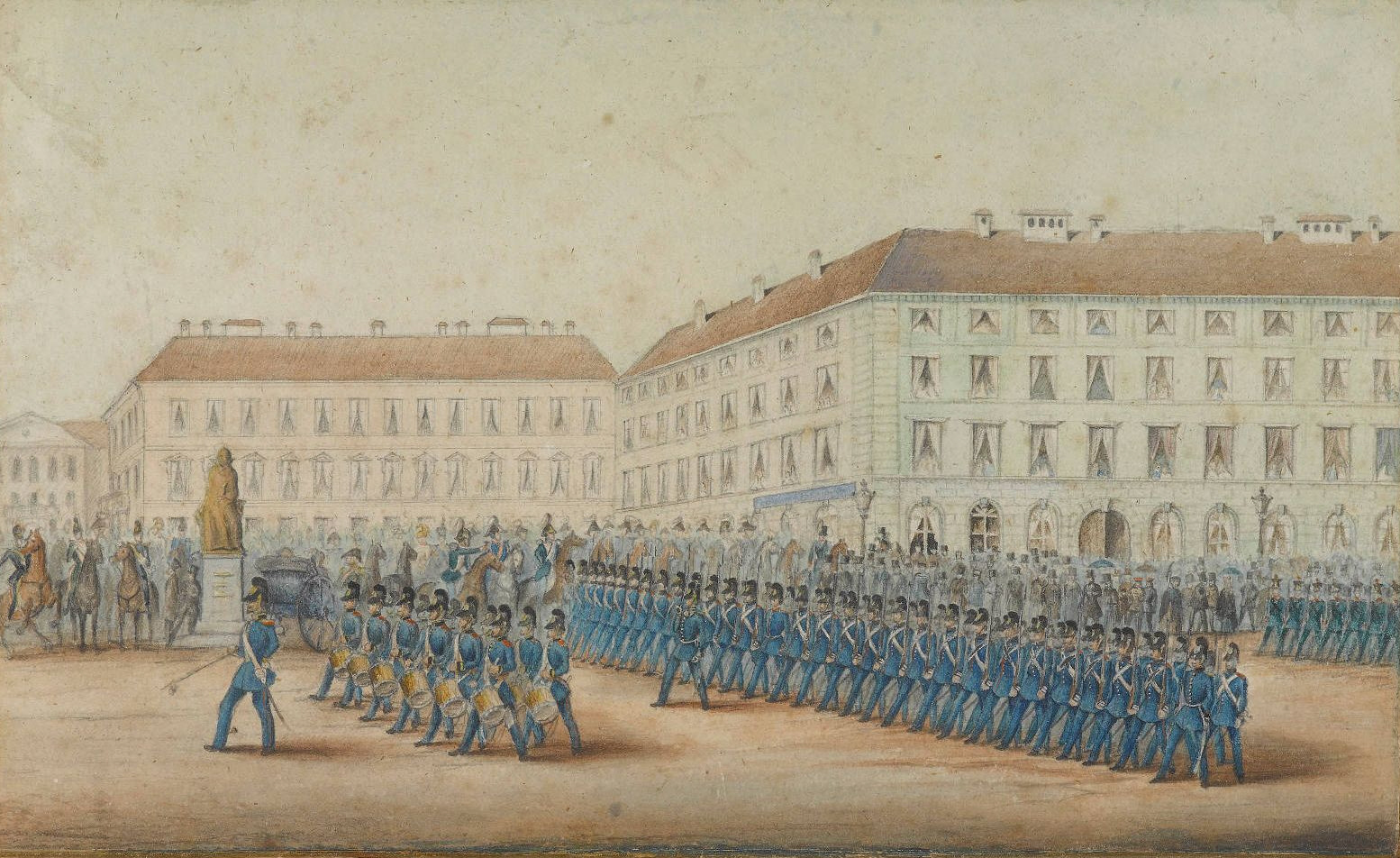

在施工阶段，克伦泽还访问了巴黎，学习新开发的卫生厕所。他安装在宫殿，很快就成为慕尼黑几乎所有新建筑的标准。洛伊希滕贝格宫建成后，博阿尔内一家在内居住。
1852年，博阿尔内的遗孀奥古斯塔将宫殿卖给巴伐利亚摄政王卢特波德。直到1933年纳粹夺取权力，它都是由巴伐利亚王室维特尔斯巴赫家族使用。路德维希三世在1868年结婚，这里是他的第一个家。他的儿子鲁普雷希特王储于1869年出生于此，1869年5月20日在宫内小堂受洗。
1918年巴伐利亚君主制结束后，附属建筑被改为商店和车库。1923年，巴伐利亚州议会批准宫殿私有。鲁普雷希特与他的儿子阿尔布雷希特受到掌权的阿道夫·希特勒的挑战，搬到这里的一个小套间，一直住到1939年，有时使用接待室举办活动。
在第二次世界大战期间，1943年和1945年的空袭严重损害了宫殿。1957年，巴伐利亚自由州收购了建筑废墟，将其拆除。1963–1967年重建。

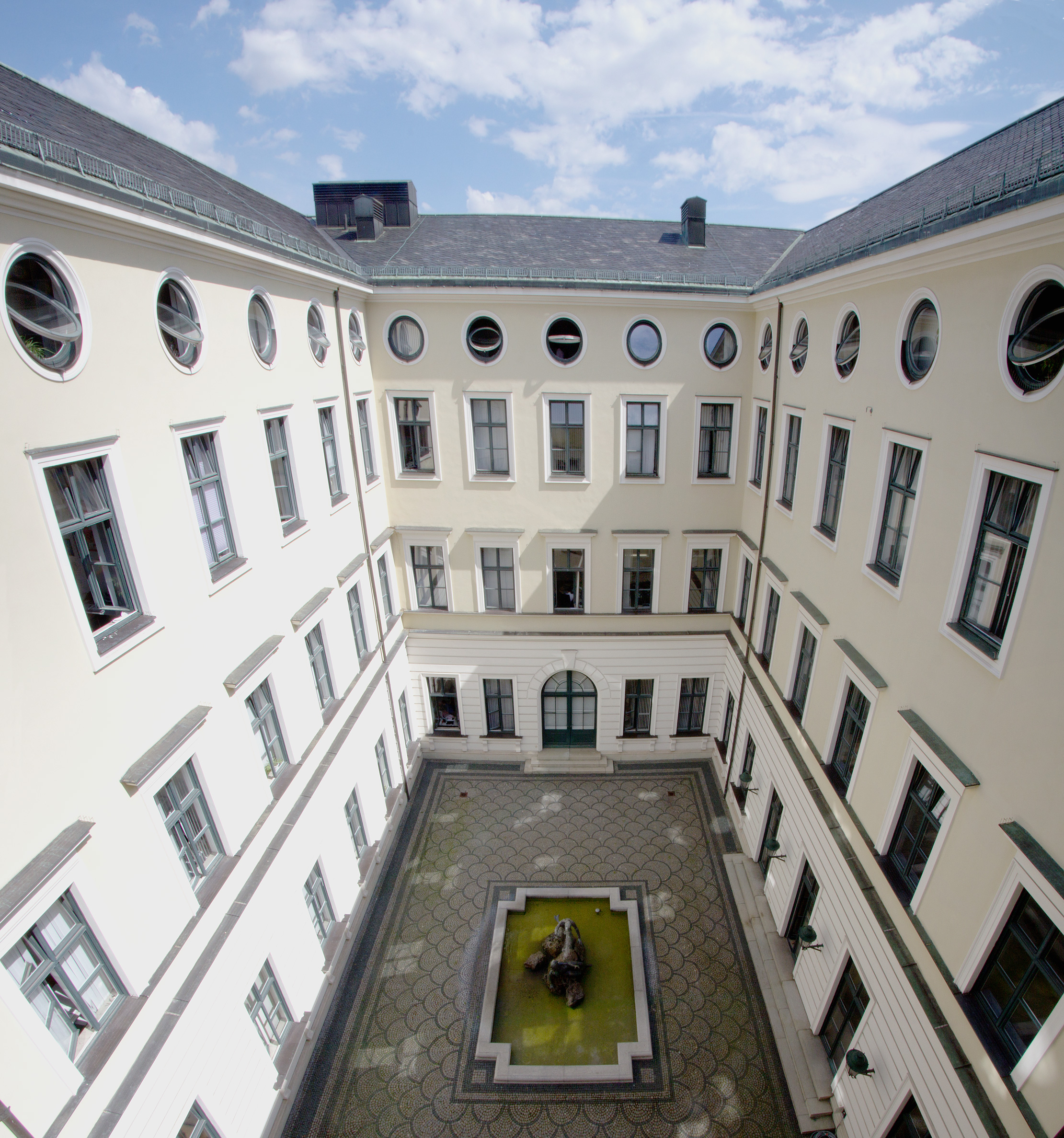